# Force majeure
 For alternative betydninger, se Force majeure (flertydig). (Se også artikler, som begynder med Force majeure)
Force majeure (fransk for "større kraft") (latin: "vis major") er et punkt på kontrakter, som fritager en eller begge parter fra kontrakten ved en ekstraordinær situation, som parterne ikke har kontrol over, som krig eller en naturkatastrofe, som umuliggør at kontrakten bliver udført.
Force majeure er en hændelse ingen har indflydelse på, og som ikke kan forudsiges.
Nærmeste definition på force majeure skal findes i købelovens § 24, som også kan bruges på trods af, at købelovens anvendelsesområde ikke er dækkende for pågældende kontraktsforhold.
Der er tre kriterier, der skal være opfyldt for, at sælger kan frigøres fra sin kontrakt med køber: 
- Hændelserne skal være upåregnelige eller uforudsigelig for sælger.[2]
- Hændelserne skal bevirke artsumulighed (kan være en relativ umulighed (økonomisk force majeure)).
- En ekstraordinær omstændighed, som har karakter af force majeure (en "ydre" omstændighed).

Dette omhandler fx ikke brand, som ville være en hændelig begivenhed, som findes under § 58 i købeloven.
Force majeure er nævnt i AB 18 § 27, stk. 2. Ydermere er force majeure nævnt i § 1, nr. 1 i lov om lønmodtageres ret til fravær fra arbejde af særlige
familiemæssige årsager.